# Parc naturel El Hondo
Le parc naturel El Hondo, ou parc naturel del Fondo en dénomination officielle en valencien, est une aire protégée créé dans la Communauté valencienne en 1988. Le parc naturel est situé entre les communes de Crevillent et Elche (comarque de Baix Vinalopó) dans la Province d'Alicante,.
Le parc est inclus dans la liste des zones humides d'importance internationale de la convention de Ramsar et comme zone de protection spéciale en vertu de la Directive Oiseaux de l'Union européenne sur la conservation des oiseaux sauvages(en). Il a une superficie de 2 495 ha hectares et a été déclaré parc naturel par le gouvernement de Valence le 12 décembre 1988. C'est aussi un site Natura 2000.

## Topographie et climat

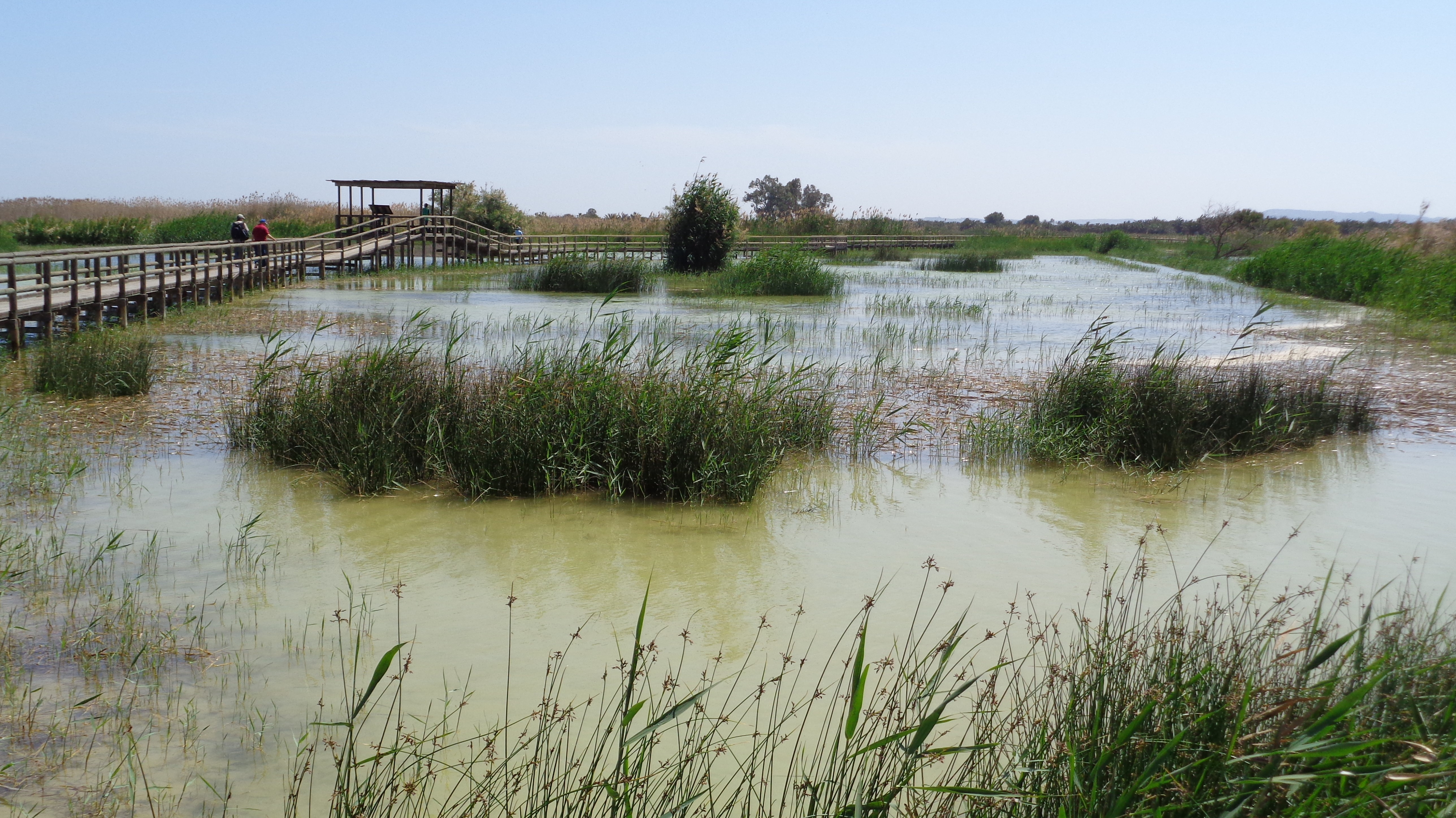

Ce parc naturel est formé de plusieurs lagunes, dont les deux plus grandes sont artificielles et s'appellent Levante, d'une superficie de 450 ha et Poniente, d'une superficie de 650 ha. Ces deux lagunes sont alimentées par les eaux de la rivière Segura. El Hondo et le parc naturel des Salines de Santa Pola ainsi que la zone environnante faisaient partie de l'Albufera d'Elche connue des Romains sous le nom de Senus Illicitanus. La zone du parc a été comblée au XVIIe siècle par la sédimentation naturelle et l'apport de limon afin de créer de nouvelles zones de culture. À la même époque, les deux plus grandes lagunes ont été endiguées pour fournir de l'eau pour l'irrigation. Le parc naturel bénéficie d'un climat méditerranéen semi-aride en raison de sa situation au sud-est de la péninsule ibérique.

## Flore
Bien que les habitats du parc soient assez homogènes, on peut distinguer deux types d'environnements différents en fonction de la profondeur et de la salinité de l'eau. Les réservoirs contiennent des eaux plus douces, moins salées et avec un degré élevé d'eutrophisation, ce qui fait qu'il n'y a pratiquement pas de végétation submergée, bien que des joncs et des roseaux soient présents dans les eaux les plus profondes. Les bassins périphériques, plus salés, contiennent une eau de meilleure qualité que les réservoirs et on y trouve diverses espèces typiques des marais salants, comme la lavande de mer, la soude maritime et la salicorne.

## Faune
Les lagons abritent de nombreuses espèces aquatiques, comme l' anguille, les mulets, la crevette d'eau douce et surtout l'aphanius d'Espagne, endémique de la région méditerranéenne espagnole. 

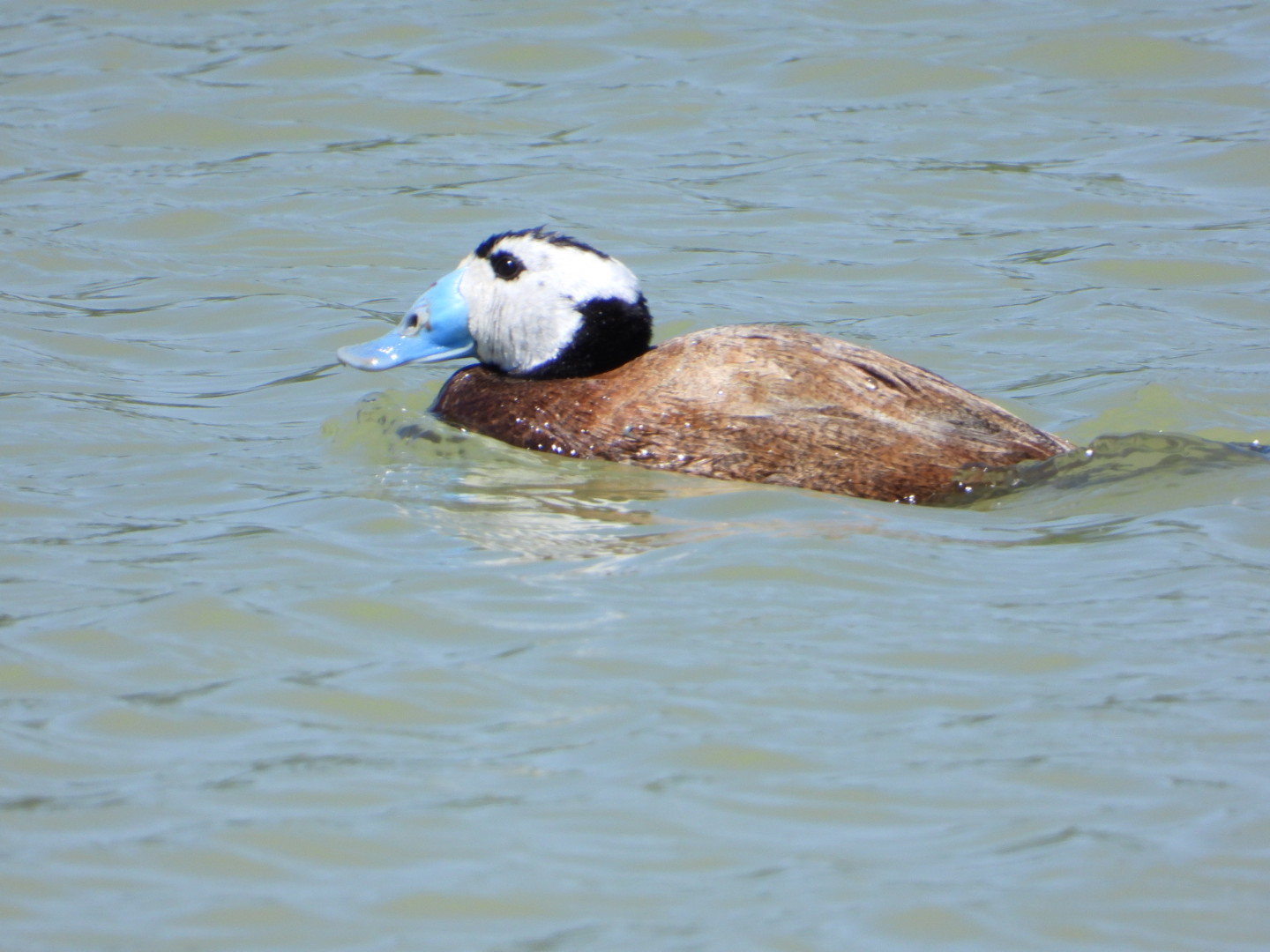

Mais la particularité la plus connue du parc est sans aucun doute la vie ornithologique. Parmi les nombreuses espèces présentes dans le parc, les plus remarquables sont la marmaronette marbrée et l'érismature à tête blanche, dont le parc abrite deux des plus grandes populations au monde. Un grand nombre de hérons sont présents pendant la saison de reproduction, notamment le héron pourpré, le bihoreau et le crabier chevelu. Il est également possible de trouver d'autres espèces telles que l'avocette, l'échasse blanche, la glaréole à collier, la foulque à crête, la rémiz penduline et la lusciniole à moustaches. Parmi les oiseaux de proie, on trouve le balbuzard pêcheur, le busard des roseaux et (en hiver) l'aigle criard.